# Потапов Олексій Степанович
Олексій Степанович Потапов (рос. Алексей Степанович Потапов; вересень 1904, Цвєтово — 25 травня 1966) — радянський військовий, у роки Німецько-радянської війни учасник оборони Севастополя 1941—1942 років, командир 79-ї морської стрілецької бригади Приморської армії, полковник.

## Біографія
Народився у вересні 1904 року в селі Цвєтовому (нині Курської області) в селянській родині, росіянин. У Червоній армії з 1926 року. Закінчив Червонопрапорні вищі стрілецько-тактичні курси РСЧА «Постріл». До війни проходив службу в 7-му стрілецькому полку 3-ї Кримської стрілецької дивізії. З 1933 року служив на Чорноморському флоті.
У роки Німецько-радянської війни брав участь в обороні Одеси — командував надісланим з Севастополя на допомогу одеситам 1-м добровольчим загоном морської піхоти. Провів рейд в тил противника, проявивши при цьому особисті хоробрість, відвагу і сміливість.
В обороні Севастополя брав участь у посаді командира 79-ї стрілецької бригади, яка вела бої на напрямку наступу головною угруповання противника.
У липні 1942 року 79-т морська стрілецька бригада під командуванням Потапова разом з іншими частинами 3-го сектора оборони Севастополя брала участь у боях на Херсонеському мисі в районі 35-ї берегової батареї, прикриваючи евакуацію з Севастополя. Під час забезпечення посадки особового складу на кораблі Потапов був поранений. За підтримки морських піхотинців його було піднято на борт тральщика і доставлений у Новоросійськ.
Надалі командував 255-ю Таманською двічі Червонопрапорною ордена Суворова II ступеня і Кутузова бригадою морської піхоти, 254-ю бригадою морської піхоти Північного оборонного району.

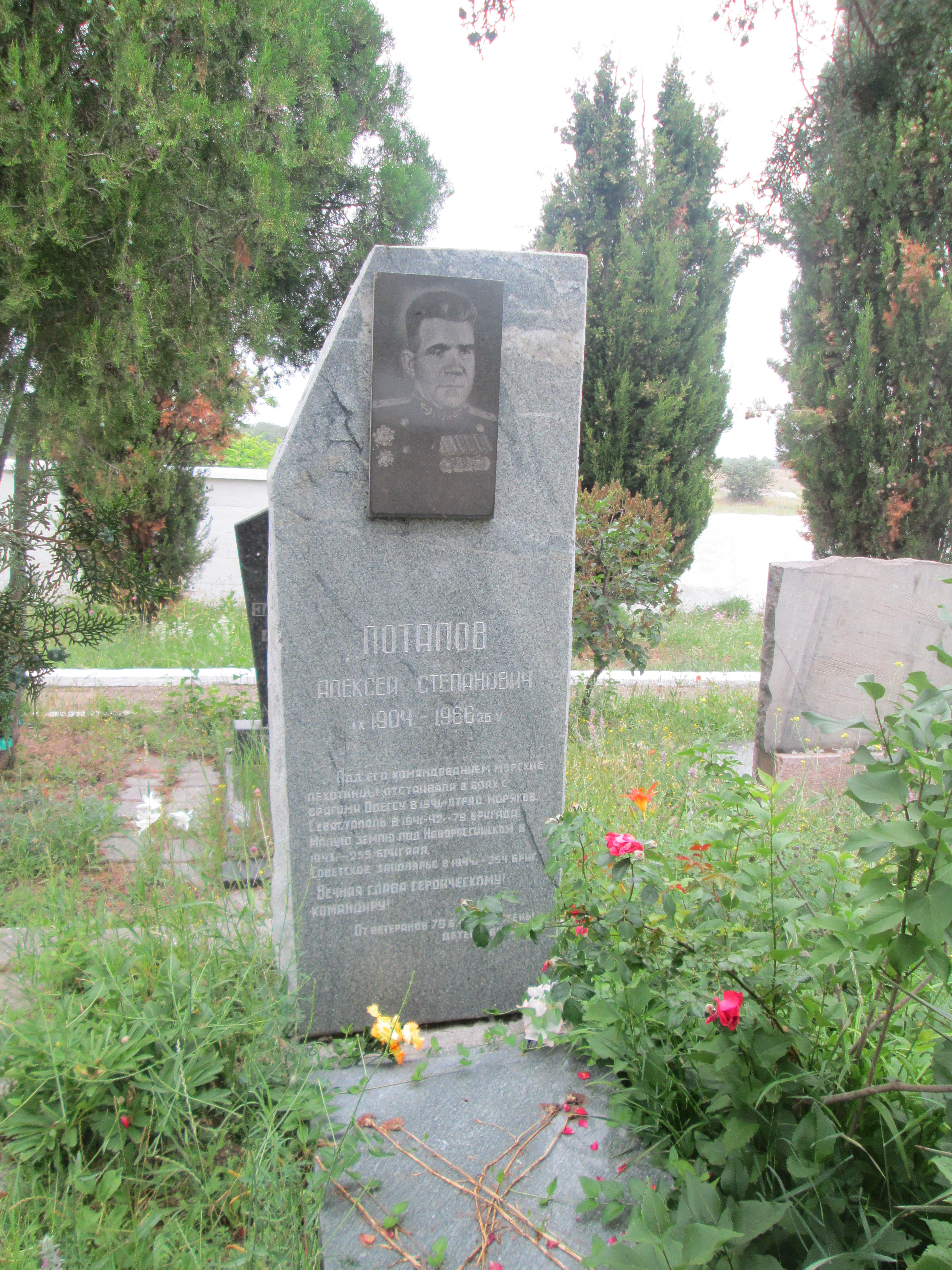
Могила Олексія Потапова

Помер 25 травня 1966 року. Похований в Севастополі, на Меморіальному братському кладовищі радянських воїнів в Дергачах.

## Нагороди
Нагороджений орденом Леніна, трьома орденами Червоного Прапора, двома орденами Вітчизняної війни I ступеня, орденом Червоної Зірки, орденом Нахімова II ступеня, медалями.